# Arte povera
Arte povera är en konstgenre. Termen myntades av konstkritikern och kuratorn Germano Celant år 1967 och betyder ordagrant översatt "fattig konst". Celant anordnade under 1960-talet utställningar med unga, italienska konstnärer från bland annat Turin, Milano, Genua och Rom. Konstnärerna som ställdes ut var revolutionära och ifrågasatte rådande konventioner i bland annat konstvärlden.
Termen kommer av att konstnärerna använde sig av material i sin konst som var gratis eller väldigt billiga. Materialet kunde bestå av stenar, rep, järn och trä. Termen användes inte nedsättande utan avsåg snarare att konstnärerna inte längre behövde köpa dyra material att arbeta med.

## Konstnärer som sammanknippas med Arte Povera-rörelsen
- Giovanni Anselmo
- Alighiero e Boetti
- Pier Paolo Calzolari
- Frank F Castelyns
- Rossella Cosentino
- Gino De Dominicis
- Luciano Fabro
- Jannis Kounellis
- Mario Merz
- Piero Manzoni
- Marisa Merz
- Giulio Paolini
- Pino Pascali
- Giuseppe Penone
- Michelangelo Pistoletto
- Gian Carlo Riccardi
- Gilberto Zorio